# Astronautgrupp 7

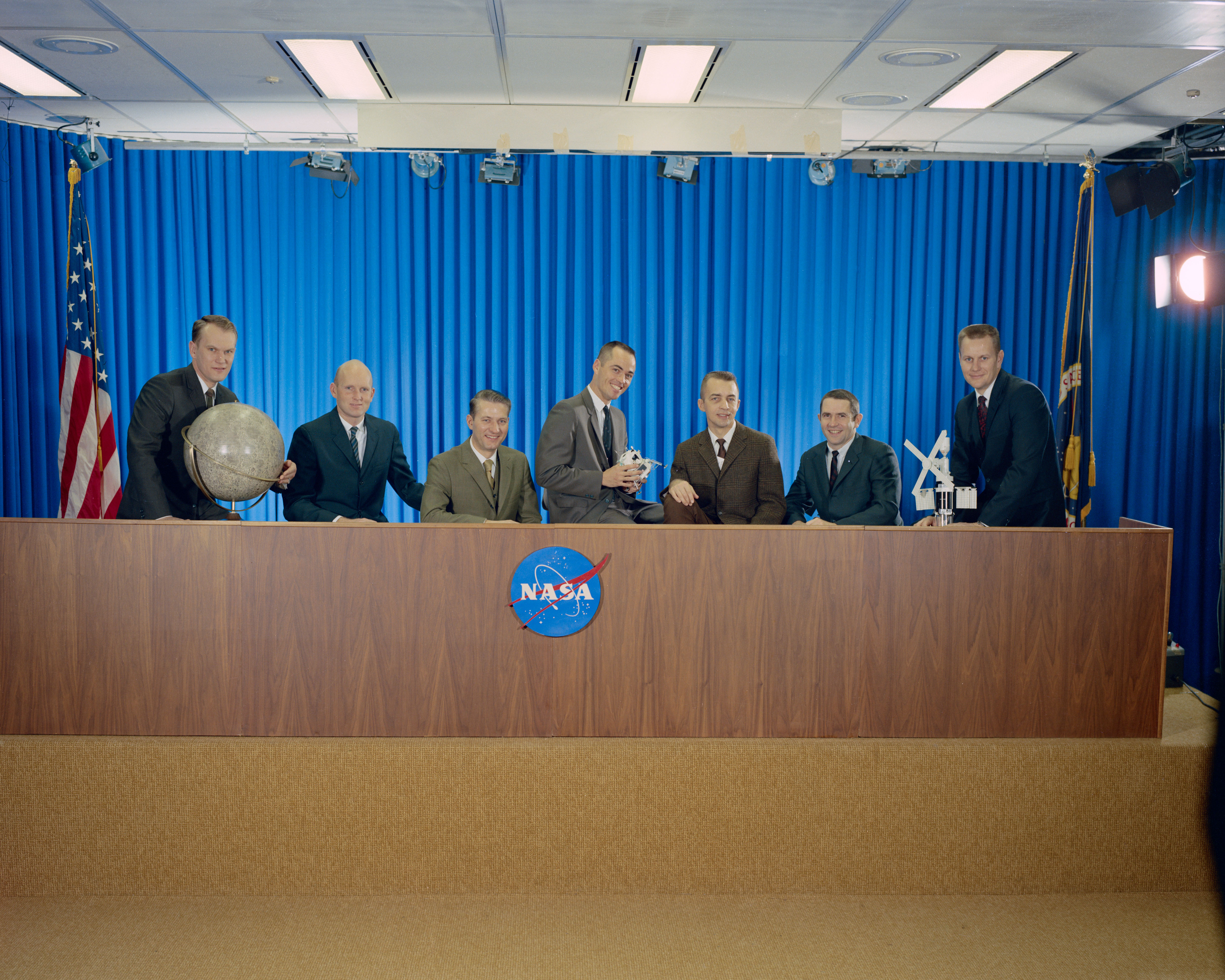
Astronautgrupp 5
Från vänster: Bobko, Fullerton, Hartsfield, Crippen, Peterson, Truly och Overmyer

Den här gruppen fick NASA överta 14 augusti 1969 när MOL-programmet lades ner av det amerikanska flygvapnet. Till MOL-programmet hade tagits ut astronauter i tre omgångar. Till den här gruppen kom Truly från omgång 1, Bobko, Crippen, Fullerton, Hartsfield och Overmyer från omgång 2 samt Peterson från omgång 3. I omgång 3 av MOL-programmets astronauter fanns även en astronaut Robert Lawrence uttagen som var av afrikanska börd och således den första svarte uttagne astronautkandidaten. Men han omkom i ett flyghaveri 8 december 1967 drygt 5 månader efter att han blev uttagen till MOL-programmet.

## Rymdfararna
| Namn                | Flygning                         | Notering |
| ------------------- | -------------------------------- | -------- |
| Karol J. Bobko      | STS-6, STS-51-D, STS-51-J        |          |
| Robert Crippen      | STS-1, STS-7, STS-41-C, STS-41-G |          |
| C. Gordon Fullerton | STS-3, STS-51-F                  |          |
| Henry Hartsfield    | STS-4, STS-41-D, STS-61-A        |          |
| Robert F. Overmyer  | STS-5, STS-51-B                  |          |
| Donald H. Peterson  | STS-6                            |          |
| Richard H. Truly    | STS-2, STS-8                     |          |